# Krölpa
Krölpa è un comune di 2 528 abitanti della Turingia, in Germania.
Appartiene al circondario della Saale-Orla (targa SOK) ed è indipendente delle comunità amministrative (Verwaltungsgemeinschaft).

## Geografia antropica

### Frazioni
Il comune comprende le seguenti località:
- Dobian
- Friedebach
- Gräfendorf
- Herschdorf
- Hütten
- Oelsen
- Rockendorf
- Trannroda
- Zella